# Желтушка южная
Желтушка южная (лат. Colias alfacariensis) — дневная бабочка рода Colias из семейства белянок. Длина переднего крыла 21—27 мм.

## Этимология латинского названия
Alfacariensis (топонимическое) — видовое название дано по типовой местности данного вида — «Sierra de Alfacar» (Испания).

## Открытие вида
В начале XX века итальянский натуралист Р. Верити обнаружил данный вид в испанской провинции Андалузии, но лишь после второй мировой войны было установлено, что вид также распространён в Западной и Центральной Европе.

## Ареал
Центральная и Южная Европа, Кавказ и Закавказье, Малая Азия, Казахстан, Западный Китай. Северная граница ареала проходит по поясу широколиственных лесов Восточной Европы. Ареал вида на юге, является сплошным. В Польше достоверно зарегистрирован в Пенинах (Малопольское воеводство), возможно обитает по всему югу территории страны. Вид регулярно встречается в Западной Белоруссии (окрестности Гродно). Самые северные точки находок в России приводятся для юго-востока Тульской области, Пензенской области и Воронежа. На юг по Поволжью ареал вида доходит до Прикаспийской низменности и предгорий Северного Кавказа (Ставропольский край), а на восток до лесостепи Южного Урала.

## Местообитание

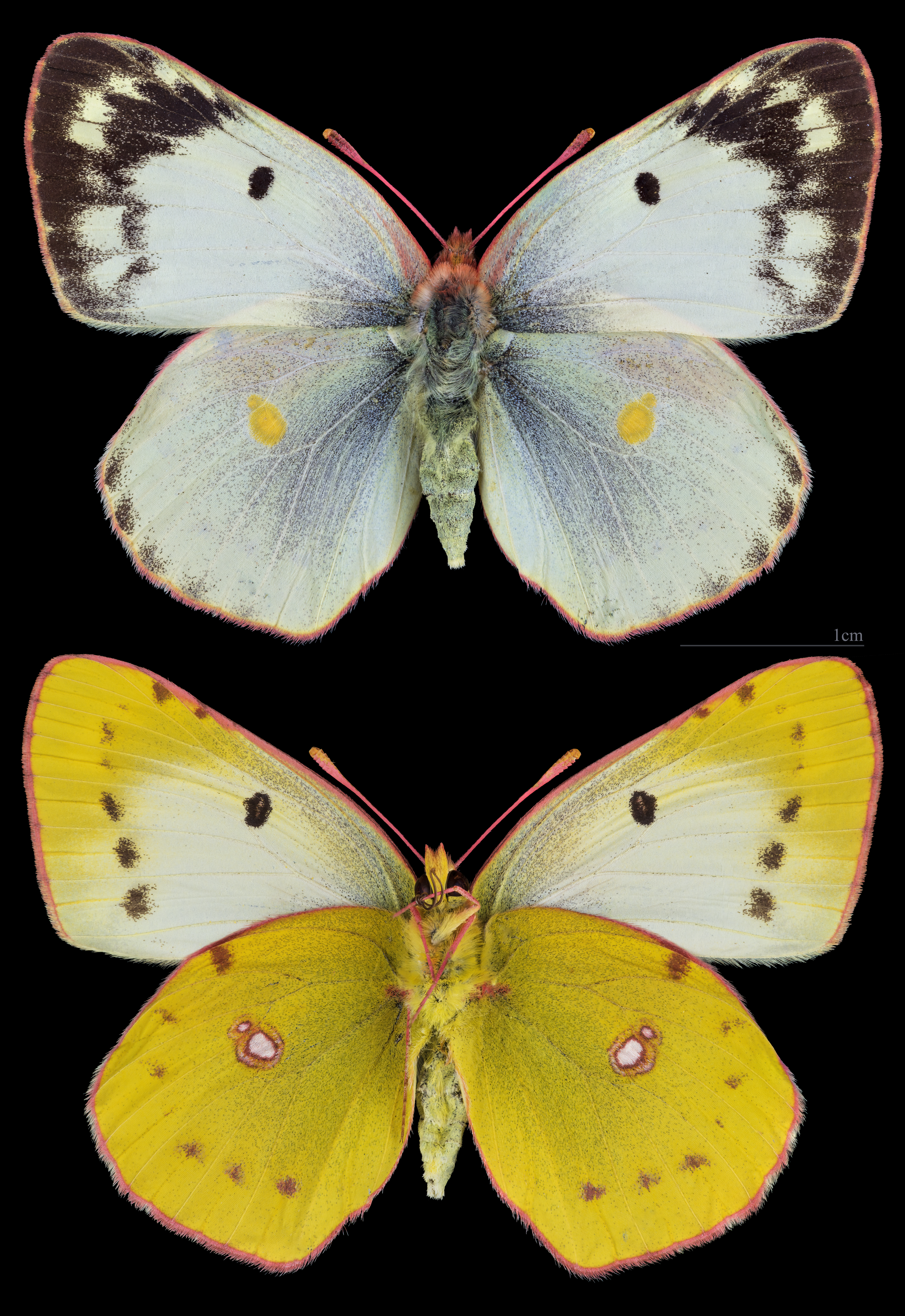
Самка

Населяет степи различных типов, луга, сухие редколесья, поля люцерны. В горах встречается на остепненных склонах южных экспозиций до высот 400—300 метров над ур. м. На Кавказе встречается в горных районах до 2000 м над уровнем моря. На севере ареала также населяет прогреваемые лесные опушки, разнотравные луговые степи и остепненные склоны. На юге Ставропольского края бабочки встречались по южным известняковым крутым склонам, поросшим редкой ксерофитной растительностью.

## Биология
За год развивается два или три поколения: лёт бабочек наблюдается в мае—июне, июле—августе и, иногда, в сентябре—октябре. В Пензенской области развивается только одно поколение, также одно поколение наблюдалось в Ставропольском крае.

## Жизненный цикл
Самка откладывает яйца на листья и стебли кормовых растений. Яйцо веретенообразной формы, сильно вытянутое и заострённое с концов, бледно-жёлтого цвета, длиной около 1,5—2 мм. На второй день становится ярко-красного цвета, в дальнейшем серого цвета. Стадия яйца длится примерно 5 дней. Гусеница развивается около 5 недель. Поедает листья кормового растения как с краёв, так и в середине листовой пластины. Зимует гусеница раннего возраста. Куколка нежно-зеленая, длиной около 1,5 см. Стадия куколки длится 7 дней.
Кормовые растения гусениц: вязель разноцветный (Coronilla varia), лядвенец (Lotus), подковник (Hippocrepis).